# Gul gullhårssnäppfluga
Gul gullhårssnäppfluga (Chrysopilus laetus) är en tvåvingeart som beskrevs av Zetterstedt 1842. Gul gullhårssnäppfluga ingår i släktet Chrysopilus och familjen snäppflugor. Enligt den svenska rödlistan är arten sårbar i Sverige. Arten förekommer i Götaland. Artens livsmiljö är skogslandskap, jordbrukslandskap. Inga underarter finns listade i Catalogue of Life.